# Морару, Думитру
Думитру Морару (рум. Dumitru Moraru; род. 8 мая 1956, Бухарест) — румынский футболист, вратарь, и тренер.

## Клубная карьера
Морару родился в Бухаресте, вырос в районе Пантелимон, где он начал играть в футбол в 1966 году в молодёжной структуре клуба «Металул», где он получил прозвище «Țețe» (Цеце) после того, как товарищ по команде сказал ему в военном городке, что он спит так много, словно его укусила муха цеце. За два сезона, проведенных в основной команде, он сыграл 56 игр в Дивизии B, после чего перешел в «Стяуа». Он дебютировал в Дивизии А под руководством тренера Константина Тяшкэ 25 августа 1974 года, в дерби против бухаресткого «Динамо», которое закончилось поражением со счетом 0:2, однако его выступление в матче было оценено журналистом Эфтимием Ионеску, который дал ему 8 баллов в газете Sportul. Он сыграл 24 матча в национальном чемпионате в сезоне 1975/1976 Дивизии А и 26 — в сезоне 1977/1978, помогая «Стяуа» выигрывать титул в каждом из этих сезонов, а также Кубок Румынии в сезоне 1975/1976. Он отыграл три сезона за «Спортул Студенцеск», где выиграл Балканский кубок 1979/1980. В 1981 году Морару перешёл в бухарестское «Динамо», где сыграл 31 матч в каждом из своих первых трёх сезонов, в ходе которых клуб выиграл титул, а также был капитаном команды в Кубке европейских чемпионов 1983/1984, когда она дошла до полуфинала. После 8 сезонов, проведенных в «Динамо» с тремя титулами национального чемпиона и тремя победами в национальном кубке, Морару вместе с товарищами по команде Костелом Орацем и Александру Николае были отправлены в «Викторию». Уже в следующем году он отправился в Норвегию, где подписал контракт с клубом «Старт», сыграв в общей сложности 41 матч в лиге в течение двух сезонов, после чего он завершил свою карьеру.

## Карьера за сборную
Дебют за национальную сборную Румынии состоялся 24 сентября 1975 года в матче Кубка Балкан против сборной Греции (1:1). Он сыграл по одному матчу в отборочных турнирах на чемпионаты мира 1978 и 1982 годов. Морару сыграл в 3 матчах на успешном отборочном турнире на чемпионат Европы 1984 года. Мирча Луческу включил его в состав сборной на финальный турнир во Франции, где он отыграл весь проигрышный матч против Португалии (0:1). Морару сыграл по одному матчу в отборочных турнирах на чемпионат мира 1986 года и чемпионат Европы 1988 года. Свой последний матч за сборную он провёл 30 марта 1988 года, отыграв 90 минут товарищеского матча против сборной ГДР (3:3).

## Достижения

### Клубные

#### «Стяуа»
- Чемпион Румынии: 1975/96, 1977/78[3]
- Обладатель Кубка Румынии: 1975/76[3]

#### «Спортул Студенцеск»
- Обладатель Балканского кубка: 1979/80[англ.][5][6]

#### «Динамо»
- Чемпион Румынии: 1981/82, 1982/83, 1983/84[3]
- Обладатель Кубка Румынии: 1981/82, 1983/84, 1985/86[3]

### Индивидуальные
- Футболист года в Румынии (5-е место): 1984